# Ruokojärvi ja Mula
Ruokojärvi ja Mula este o arie protejată (arie de protecție specială avifaunistică — SPA) din Finlanda întinsă pe o suprafață de 386 ha, integral pe uscat.

## Localizare
Centrul sitului Ruokojärvi ja Mula este situat la coordonatele 62°17′22″N 27°51′00″E / 62.2894°N 27.85°E.

## Înființare
Situl Ruokojärvi ja Mula a fost declarat arie de protecție specială avifaunistică în august 1998 pentru a proteja 32 de specii de animale.

## Biodiversitate
Situată în ecoregiunea boreală, aria protejată nu include niciun habitat protejat.
La baza desemnării sitului se află mai multe specii protejate de  păsări (32): rață sulițar (Anas acuta), stârc cenușiu (Ardea cinerea), ciuf de câmp (Asio flammeus), rață-cu-cap-castaniu (Aythya ferina), rața moțată (Aythya fuligula), Aythya marila, buhai de baltă (Botaurus stellaris), bătăuș (Calidris pugnax), chirighiță neagră (Chlidonias niger), erete de stuf (Circus aeruginosus), erete vânăt (Circus cyaneus), gușă vânătă (Cyanecula svecica), Cygnus columbianus bewickii, lebădă de iarnă (Cygnus cygnus), șoimul rândunelelor (Falco subbuteo), Gallinago media, cocor (Grus grus), codalb (Haliaeetus albicilla), Hydrocoloeus minutus, pescăruș râzător (Larus ridibundus), becațină mică (Lymnocryptes minimus), rață pestriță (Mareca strepera), Mergellus albellus, corcodel-urechiat (Podiceps auritus), corcodel-cu-gât-roșu (Podiceps grisegena), cresteț pestriț (Porzana porzana), Spatula clypeata, rață cârâitoare (Spatula querquedula), chiră de baltă (Sterna hirundo), fluierar negru (Tringa erythropus), fluierar de mlaștină (Tringa glareola), fluierarul cu picioare roșii (Tringa totanus).
Pe lângă speciile protejate, pe teritoriul sitului au mai fost identificate 1 specie de plante, 2 specii de păsări, 1 specie de mamifere.